# Icon Productions
Icon Productions è uno studio di produzione e distribuzione cinematografica e televisiva.
L'azienda venne fondata nell'agosto 1989 dall'attore e regista Mel Gibson e dal produttore Bruce Davey. La società ha un'affiliata nel Regno Unito, la Icon Entertainment International, la quale produce più che altro film di tipo B.
I film del suddetto studio, vengono distribuiti su scala home video per la quasi totalità dalla Warner Home Video nell'Unione europea e dalla MGM Home Entertainment in Australia.

## Filmografia

### Cinema
- Amleto (Hamlet), regia di Franco Zeffirelli (1990)
- Amore per sempre (Forever Young), regia di Steve Miner (1992)
- L'uomo senza volto (The Man Without a Face), regia di Mel Gibson (1993)
- Rollerblades - Sulle ali del vento (Airborne), regia di Rob Bowman (1993)
- Maverick, regia di Richard Donner (1994)
- Amata immortale (Immortal Beloved), regia di Bernard Rose (1994)
- Braveheart - Cuore impavido (Braveheart), regia di Mel Gibson (1995)
- Dad and Dave: On Our Selection, regia di George Whaley (1995)
- Anna Karenina, regia di Bernard Rose (1997)
- Codice omicidio 187 (One Eight Seven), regia di Kevin Reynolds (1997)
- Favole (FairyTale: A True Story), regia di Charles Sturridge (1997)
- Un marito ideale (An Ideal Husband), regia di Oliver Parker (1999)
- Payback - La rivincita di Porter (Payback), regia di Brian Helgeland (1999)
- Il viaggio di Felicia (Felicia's Journey), regia di Atom Egoyan (1999)
- Un perfetto criminale (Ordinary Decent Criminal), regia di Thaddeus O'Sullivan (2000)
- What Women Want - Quello che le donne vogliono (What Women Want), regia di Nancy Meyers (2000)
- The Miracle Maker, regia di Derek W. Hayes e Stanislav Sokolov (2000)
- We Were Soldiers - Fino all'ultimo uomo (We Were Soldiers), regia di Randall Wallace (2002)
- The Singing Detective, regia di Keith Gordon (2003)
- Evel Knievel, regia di John Badham (2004)
- Scatto mortale - Paparazzi (Paparazzi), regia di Paul Abascal (2004)
- La passione di Cristo (The Passion of the Christ), regia di Mel Gibson (2004)
- Factotum, regia di Bent Hamer (2005)
- Apocalypto, regia di Mel Gibson (2006)
- Caccia spietata (Seraphim Falls), regia di David Von Ancken (2006)
- Shattered - Gioco mortale (Butterfly on a Wheel), regia di Mike Barker (2007)
- Infestation, regia di Kyle Rankin (2009)
- A Great and Terrible Beauty, regia di Charles Sturridge (2008)
- Push, regia di Paul McGuigan (2009)
- Buried - Sepolto (Buried), regia di Rodrigo Cortés (2010)
- Blood Father, regia di Jean-François Richet (2016)
- La battaglia di Hacksaw Ridge (Hacksaw Ridge), regia di Mel Gibson (2016)
- Attacco a Mumbai - Una vera storia di coraggio (Hotel Mumbai), regia di Anthony Maras (2018)
- Il professore e il pazzo (The Professor and the Madman), regia di P. B. Shemran (2019)
- Nowhere Special - Una storia d'amore (Nowhere Special), regia di Uberto Pasolini (2020)
- Flight Risk - Trappola ad alta quota (Flight Risk), regia di Mel Gibson (2025)

### Televisione
- Clubhouse - serie TV (2004-2005)
- Selvaggi (Complete Savages) - serie TV (2004-2005)
- Kevin Hill - serie TV (2004-2005)